# Харківська полкова старшина

## Отамани
- 1653 (1654) Іван Каркач — також згадується як осадчий (засновник) міста Харкова. Проте, за досліджденням хірківського краєзнавця Андрія Парамонова, є особою вигаданою.[1]
- 1655 Максим Тимофієв
- 1655 (1656) Іван Васильович Кривошлик — учасник повстання проти полковника Федора Ріпки в 1668 році
- 1657 Іван Сірко — пішов з посади через обрання в 1657 кошовим отаманом Запорозької Січі.
- 1659 Тимофій Лаврінов
- 1660 Жадан Курган
- 1667 Лунько Федоров

## Полковникита наказні полковники
- 1660, 1664–1665, 1667–1668 Іван Сірко
- березень 1668-16 жовтня 1668 Федір Ріпка
- 1668-1690 Григорій Донець (Донець-Захаржевський) 
  - 1681–1685 Костянтин Григорович Донець-Захаржевський — наказний полковник.
  - 1682, 1687 Іван Сербин — наказний полковник. Під час Кримського походу не брав участь в поході. Підлеглі йому харківці охороняли від нападу землі полку. Йому були підлеглі Новобереківські, Мерефянські, Валківські та Соколовські козаки.[2][3]
  - 1682 Гаврило Могилка — наказний полковник. Під час Кримського походу не брав участь в поході. Підлеглі йому харківці охороняли землі полку від нападу татар на річці Сіверський Донець. Йому були підлеглі  Лиманські, Бишкинські, Андріївські,  Савинецькі, Ізюмські та Цареборисівські козаки.[2]
  - 80-ті роки XVII ст., 1713 Семен Опанасович Квітка (Афанасьєв) [4] Перебував на постійній посаді Харківського полкового судді. [5]
  - 1688 Овдій Григор'єв — наказний полковник.[6]
- 1690–1691 Іван Григорович Донець-Захаржевський
- 1691-28 серпня 1706 Федір Григорович Донець-Захаржевський
- 1706–1710 Федір Володимирович Шидловський
  - 1708–1710 Лаврентій Іванович Шидловський — наказний полковник
- 1710–1711 Лаврентій Іванович Шидловський
- 1712–1714 Прокопій Васильович Куликовський
  - 1713 Семен Афанасійович Квітка наказний полковник. Перебував на постійній посаді Харківського полкового судді
- 1714-1734 Григорій Семенович Квітка
- 1734–1757 Степан Іванович Тевяшов
  - 1735 Іван Григорович Квітка наказний полковник. На час походу проти турків. Перебував на постійній посаді Харківського полкового обозного. Пізніше Ізюмський полковник
- 1757–1765 Матвій Прокопович Куликовський — останній полковник Харківського полку.

## Полкова старшина

### Полкові обозні
- бл.1685 Петровський[7]
- бл.1699 Степан Дьяков
- бл.1712-1716 Василь Ковалевський[8][9]
- до 1710 Павло Гаврилович Павлов[10]
- 30-ті роки XVIII ст. Іван Григорович Квітка — син Григорія Семеновича полковника Харківського полку . З 1743 року полковник Ізюмського полку.
- бл. 1744, 1763 Іван Васильович Ковалевський[11][12]

### Полкові судді
- бл. 1678,1687 Тимофій Лаврентійович Клочко[13]
- поч. XVIII ст. Данилевський[14]
- XVIII ст. Ковалевський[15]
- бл 1699, 1712, 1713 Семен Опанасович Квітка (Афанасьєв) [16] Також неодноразово перебував на посаді наказного полковника
- поч. XVIII ст. Роман Григорович Квітка[17] [18]
- бл. 1741 А.Чорноглазов[19]
- бл. 1757 Іван Григорович Ковалевський[20]

### Полкові осавули
- 1686 Пилип Черняченко[21]
- 1694 Павло[22]
- бл. 1699 Яків Ковалевський[15]
- 1716 Рубан[8] До цього Валківський сотник
- бл. 1757, 1763 Максим Горлинський та Іван Земборський[23]

### Полкові хорунжі
| Роки уряду     | Зображення | ПІБ                     | Полковництво              | Родина | Примітки |
| -------------- | ---------- | ----------------------- | ------------------------- | ------ | -------- |
| пр. 1699       |            | Іван Макаренко          | Ф.Г. Донець-Захаржевський | -      | -        |
| XVIII століття |            | Рибасенко               | -                         | -      | -        |
| пр. 1714       |            | Роман Григорович Квітка | Г.С. Квітка               | Квітки | -        |

### Полкові писарі
| Роки уряду  | Зображення | ПІБ                   | Полковництво              | Родина  | Примітки                                                                                    |
| ----------- | ---------- | --------------------- | ------------------------- | ------- | ------------------------------------------------------------------------------------------- |
| 1690 - 1694 |            | Федір Осипович Осипов | Ф.Г. Донець-Захаржевський | Осипови | З 1704 року полковник Охтирського полку. З 1711 року Бригадир Слобідських козацьких полків. |
| XVIII ст.   |            | Романовський          |                           |         |                                                                                             |

## Сотенна старшина

### Валківські сотники
| Роки уряду | Зображення | ПІБ   | Полковництво | Родина | Примітки                                  |
| ---------- | ---------- | ----- | ------------ | ------ | ----------------------------------------- |
| пр. 1716   |            | Рубан | Г.С. Квітка  | -      | з 1716 полковий осавул Харківського полка |